# Björn Jeffery
Björn Robin Jeffery, född 1981, är en svensk entreprenör, styrelseledamot och techanalytiker på Svenska Dagbladet. Han har bland annat varit med och grundat barnspelsbolaget Toca Boca, modesajten Manolo.se och musikbloggen Discobelle.net. Han sitter bland annat i styrelsen för börsbolagen Acast, Athanase Innovation och tidigare även spelföretaget Rovio. Han bor i Malmö och har bott åtta år i San Francisco.